# Miasta w Argentynie
Według danych oficjalnych pochodzących z 2010 roku Argentyna posiadała ponad 240 miast o ludności przekraczającej 17 tys. mieszkańców. Stolica kraju Buenos Aires oraz miasta La Matanza i Córdoba liczyły ponad milion mieszkańców, 9 miast z ludnością 500÷1000 tys., 52 miasta z ludnością 100÷500 tys., 51 miast z ludnością 50÷100 tys., 81 miast z ludnością 25÷50 tys. oraz reszta miast poniżej 25 tys. mieszkańców.
W 2010 roku ludność miejska stanowiła niemal 91% ogółu ludności Argentyny. 34% ludności kraju (37% ludności miejskiej) zamieszkiwało w aglomeracji Wielkiego Buenos Aires.

## Największe miasta w Argentynie
Największe miasta w Argentynie według liczebności mieszkańców (stan na 27.10.2010):
| L.p. | Miasto                | Prowincja                        | Liczba ludności |
| ---- | --------------------- | -------------------------------- | --------------- |
| 1.   | Buenos Aires          | Miasto autonomiczne Buenos Aires | 2 890 151       |
| 2.   | La Matanza            | Buenos Aires                     | 1 773 900       |
| 3.   | Córdoba               | Córdoba                          | 1 311 900       |
| 4.   | Rosario               | Santa Fé                         | 966 600         |
| 5.   | La Plata              | Buenos Aires                     | 642 400         |
| 6.   | Lomas de Zamora       | Buenos Aires                     | 616 279         |
| 7.   | Mar del Plata         | Buenos Aires                     | 594 500         |
| 8.   | Quilmes               | Buenos Aires                     | 582 943         |
| 9.   | Almirante Brown       | Buenos Aires                     | 551 800         |
| 10.  | San Miguel de Tucumán | Tucumán                          | 548 400         |

## Największe aglomeracje w Argentynie
Największe aglomeracje w Argentynie według liczebności mieszkańców (stan na 27.10.2010):
| L.p. | Miasto                                   | Prowincja                                                | Liczba ludności |
| ---- | ---------------------------------------- | -------------------------------------------------------- | --------------- |
| 1.   | Wielkie Buenos Aires (Gran Buenos Aires) | miasto autonomiczne Buenos Aires, prowincja Buenos Aires | 13 361 000      |
| 2.   | Gran Córdoba                             | Córdoba                                                  | 1 444 600       |
| 3.   | Gran Rosario                             | Santa Fé                                                 | 1 240 400       |
| 4.   | Gran Mendoza                             | Mendoza                                                  | 931 300         |
| 5.   | Gran Tucumán-Tafí Viejo                  | Tucumán                                                  | 788 800         |
| 6.   | Gran La Plata                            | Buenos Aires                                             | 786 300         |

## Alfabetyczna lista miast w Argentynie
Spis miast Argentyny powyżej 20 tys. mieszkańców według danych z 2010 roku (czcionką pogrubioną wydzielono miasta powyżej 1 mln):

- Aguilares
- Alderetes
- Allen
- Almirante Brown
- Alta Gracia
- Añatuya
- Apóstoles
- Arrecifes
- Arroyito
- Arroyo Seco
- Avellaneda
- Avellaneda
- Azul
- Bahía Blanca
- Balcarce
- Banda del Río Salí
- Baradero
- Barranqueras
- Belén de Escobar
- Bella Vista
- Bell Ville
- Berazategui
- Berisso
- Bragado
- Buenos Aires
- Caleta Olivia
- Campana
- Cañada de Gómez
- Cañuelas
- Capitán Bermúdez
- Carmen de Patagones
- Caseros
- Casilda
- Catamarca
- Caucete
- Centenario
- Chacabuco
- Chajarí
- Charata
- Chascomús
- Chilecito
- Chimbas
- Chivilcoy
- Cinco Saltos
- Cipolletti
- Clorinda
- Colón
- Colón
- Comodoro Rivadavia
- Concepción
- Concepción del Uruguay
- Concordia
- Córdoba
- Coronel Brandsen
- Coronel Pringles
- Coronel Suárez
- Corrientes
- Cosquín
- Cruz del Eje
- Curuzú Cuatiá
- Cutral-Có
- Deán Funes
- Dolores
- Eldorado
- Embarcación
- Ensenada
- Esperanza
- Esquel
- Ezeiza
- Famaillá
- Florencio Varela
- Fontana
- Formosa
- Frías
- Garupá
- General Alvear
- General Güemes
- General Pico
- General Roca
- General Rodríguez
- General San Martín
- General San Martín
- Gobernador Virasoro
- Godoy Cruz
- Goya
- Granadero Baigorria
- Gualeguay
- Gualeguaychú
- Hurlingham
- Ituzaingó
- Ituzaingó
- Jardín América
- Jesús María
- José C. Paz
- Juan José Castelli
- Junín
- La Banda
- Laboulaye
- La Calera
- La Falda
- La Matanza
- Lanús
- La Paz
- La Plata
- La Rioja
- Las Breñas
- Las Flores
- Las Heras
- Las Talitas (Villa Mariano Moreno)
- Leandro N. Alem
- Libertador General San Martín
- Lincoln
- Lobos
- Lomas de Zamora
- Los Polvorines
- Luján
- Luján de Cuyo
- Lules
- Maipú
- Malargüe
- Marcos Juárez
- Marcos Paz
- Mar de Ajó
- Mar del Plata
- Mendoza
- Mercedes
- Mercedes
- Merlo
- Miramar
- Monte Caseros
- Monte Grande
- Monteros
- Moreno
- Morón
- Necochea
- Neuquén
- Nogoyá
- Nueve de Julio (9 de Julio)
- Oberá
- Olavarría
- Palpalá
- Paraná
- Paso de los Libres
- Pehuajó
- Pérez
- Pergamino
- Perico
- Pichanal
- Pico Truncado
- Pilar
- Pinamar
- Plottier
- Posadas
- Presidencia Roque Sáenz Peña
- Puerto Iguazú
- Puerto Madryn
- Punta Alta
- Quilmes
- Quitilipi
- Rafaela
- Rawson
- Reconquista
- Resistencia
- Río Ceballos
- Río Cuarto
- Río Gallegos
- Río Grande
- Río Segundo
- Río Tercero
- Rivadavia
- Rivadavia
- Rosario
- Rosario de la Frontera
- Rosario de Lerma
- Saladillo
- Salta
- Salto
- San Carlos de Bariloche
- San Carlos de Bolívar
- San Fernando
- San Francisco
- San Isidro
- San Isidro
- San José de Metán
- San Juan
- San Justo
- San Lorenzo
- San Luis
- San Martín
- San Martín de los Andes
- San Miguel
- San Miguel de Tucumán
- San Nicolás de los Arroyos
- San Pedro
- San Pedro de Jujuy
- San Rafael
- San Ramón de la Nueva Orán
- San Salvador de Jujuy
- Santa Fé
- Santa Lucía
- Santa Rosa de Toay
- Santa Teresita
- Santiago del Estero
- Santo Tomé
- Santo Tomé
- San Vicente
- Tafí Viejo
- Tandil
- Tartagal
- Termas de Río Hondo
- Tigre
- Trelew
- Trenque Lauquen
- Tres Arroyos
- Tunuyán
- Unquillo
- Ushuaia
- Veinticinco de Mayo (25 de Mayo)
- Venado Tuerto
- Vicente López
- Victoria
- Viedma
- Villa Allende
- Villa Ángela
- Villa Carlos Paz
- Villa Constitución
- Villa Dolores
- Villa General San Martín
- Villa Gesell
- Villa Gobernador Gálvez
- Villa Krause (Rawson)
- Villa María
- Villa Mercedes
- Villa Nueva
- Villa Regina
- Villaguay
- Yerba Buena
- Zapala
- Zárate